# Ginoza
Ginoza (宜野座村, Ginoza-son) est un village du district de Kunigami, situé dans la préfecture d'Okinawa, au Japon. Son nom okinawaïen est Jinuza.

## Géographie

### Situation
Le village de Ginoza est situé sur la côte orientale du centre de l'île d'Okinawa, au Japon.

## Démographie
Au 1er mai 2019, la population de Ginoza s'élevait à 6 098 habitants répartis sur une superficie de 31,30 km2.

## Patrimoine culturel et naturel
Le village de Ginoza compte quatorze éléments désignés ou enregistrés comme patrimoine matériel, culturel ou naturel. 
- Nom (japonais) (type d’enregistrement)

### Patrimoine matériel
- Documents provenant du village de Ginoza associés avec la bataille d’Okinawa (沖縄戦関連宜野座村資料?) (Municipal)
- Enregistrements généalogiques de la famille Kyoda et documents associés (許田家所蔵の家譜及び関連古文書類?) (Municipal)
- Enregistrements généalogiques du clan Tan, branche mineure (「湛姓家譜」支流一冊?) (Municipal)
- Site de Ginoza Ukkā Gushiku (宜野座大川グシク?)
- Site de Kanna Uē-nu-atai (漢那ウェーヌアタイ遺跡?)
- Site de Mē-gā  (メーガー遺跡?)
- Six volumes de textes de kumi odori de l’ancien village de Kochiya (actuellement Matsuda) (旧古知屋村(現松田区)組踊写本6冊?) (Municipal)

### Patrimoine ethnologique
- Prairie de Yuuagi-mō (ユウアギモー?)
- Résidence Ginoza Nuru Dunchi (宜野座ヌル殿内?)
- Sanctuaire de Kanna (漢那のお宮?)
- Site sacré de Kushi-nu-utaki (クシヌ御嶽?)
- Site sacré de Sokei-no-ugan (惣慶のウガン?)

### Monuments naturels
- Allée de pins de l’ancien hippodrome de Matsuda (松田の馬場跡の松並木?) (Municipal)
- Viel arbre d’Uē-nu-atai (ウェーヌアタイの古木?)